# 12e division SS Hitlerjugend
La 12e division SS « Hitlerjugend » ou la division « Hitlerjugend » (appellation allemande complète :  la 12. SS-Panzer-Division « Hitlerjugend » ; soit en français : la « 12e division blindée SS « Hitlerjugend ») est l'une des 38 divisions de la Waffen-SS durant la Seconde Guerre mondiale. Elle fut engagée sur les fronts de l'Est et de l'Ouest. La plupart de ses membres étaient issus des Jeunesses hitlériennes (la Hitlerjugend) et étaient de la classe 1926.

## Historique

### Création
Au mois de janvier 1943, le SS-Gruppenführer Gottlob Berger propose au Reichsführer-SS Heinrich Himmler de constituer une division SS composée de membres des Jeunesses hitlériennes. Celui-ci approuve de manière enthousiaste et, dès le 10 février 1943, un décret est émis pour l'incorporation des jeunes de la classe 1926 afin de constituer la division SS « Hitlerjugend ». Au poste de commandant de la division, Himmler désigne le SS-Oberführer Fritz Witt issu de la « Leibstandarte SS Adolf Hitler » (LSSAH), unité aguerrie au combat qui fournit également d'autres cadres pour la nouvelle division.
À la suite d'un concours, on adopte l'emblème de la division suivant : la rune Sōwilō (emblème de la Hitlerjugend ; cette rune lorsqu'elle est doublée devient l'emblème de la SS : ) associée à la clé de la LSSAH (qui elle-même est une référence à Sepp Dietrich, son premier commandant, car le mot allemand Dietrich signifie « passe-partout »).

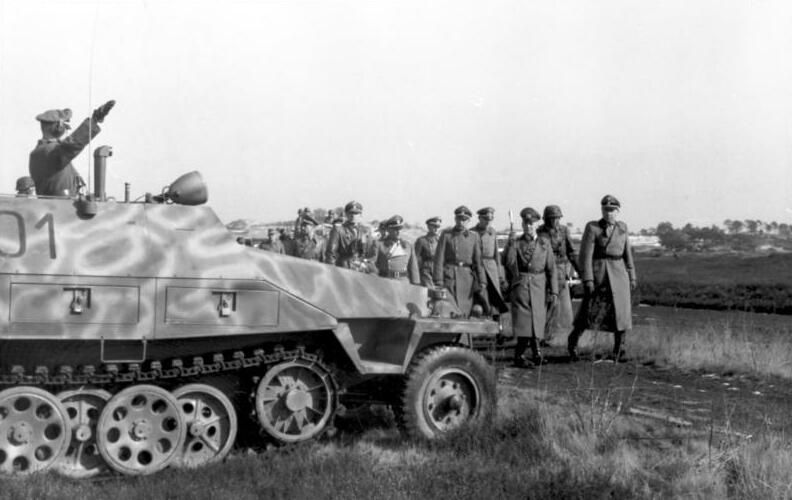
Le Generalfeldmarschall von Rundstedt inspectant la division à la frontière franco-belge (janvier 1944--février 1944).

L'unité est créée le 24 juin 1943 comme SS-Panzergrenadier-Division pour être la jumelle de la SS-Panzergrenadier-Division LSSAH dans le 1er SS-Panzerkorps. Jusqu'au 1er septembre 1943, plus de 16 000 membres des Jeunesses hitlériennes sont appelés dans ses rangs, et reçoivent durant six semaines une formation militaire de base. Pendant leur formation au camp de Beverloo à Bourg-Léopold dans le secteur d'Anvers en Belgique, il est décidé de transformer la division, initialement prévue pour devenir une division de Panzergrenadiers, en une division blindée (Panzerdivision).
À la suite de la numérotation des unités de la Waffen-SS au 22 octobre 1943, l'unité reçoit le numéro « 12 » et les deux régiments de Panzergrenadiers les numéros 25 et 26. En mars 1944, la division est prête pour le baptême de feu. En mai 1944, elle est transférée à Caen, en Normandie, où elle est placée au sein du Panzergruppe West.
Durant son transfert, quatre-vingt-six civils âgés de 15 à 85 ans, et sans aucun lien avec la Résistance, sont massacrés à Ascq par des membres de la division, sous le commandement de l'Obersturmführer Walter Hauck, en représailles à une attaque de train dans la nuit du 1er au 2 avril 1944, qui n'avait néanmoins fait aucune victime.

### Engagements en Normandie

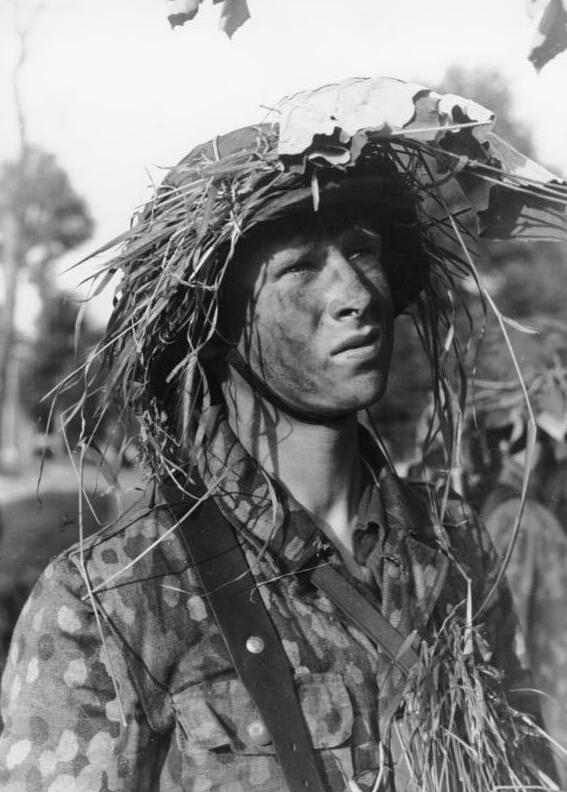
Un membre de la division Hitlerjugend en Normandie (juin 1944).

Le 6 juin 1944 débute avec l'opération Overlord la libération de la Normandie par les Alliés. La division « Hitlerjugend » est alors, avec la 21e Panzerdivision, l'unité de réserve blindée stationnée le plus près des plages du débarquement. Mais à la suite des bombardements aériens intensifs dans cette zone, elle ne peut engager le combat que vers 22 h près d'Évrecy.
Le 7 juin, la 21e Panzerdivision et la « Hitlerjugend » lancent une contre-offensive qui barre aux Britanniques et aux Canadiens la route de Caen. La Hitlerjugend bloque ensuite l'offensive britannique vers Cuverville et Démouville. Le 8 juin, le 26e régiment de Panzergrenadiers SS, sous le commandement du SS-Obersturmbannführer Wilhelm Mohnke, atteint sa position à l'ouest de la troupe de Kurt Meyer. Le régiment fonce en direction de Norrey-en-Bessin et occupe ce village d'importance stratégique. Dans le même temps, des éléments de la division sous le commandement de Kurt Meyer massacrent des prisonniers de guerre canadiens à l'abbaye d'Ardenne.
Le 14 juin, la Royal Navy ouvre le feu sur le PC de la division, situé à Venoix, et son commandant Fritz Witt est tué. Il est alors remplacé par Kurt Meyer qui, à l'âge de 33 ans, devient le plus jeune commandant d'une division de la Seconde Guerre mondiale.
Au cours du mois de juin, 178 prisonniers et des dizaines de civils sont assassinés par des membres de la division « Hitlerjugend », qui « brille par sa barbarie ». Meyer va être condamné pour crimes de guerre par la suite car il a ordonné à ses unités de « ne pas faire de prisonniers ». La division se trouve ensuite engagée lors de l'opération Epsom.

Durant les trois premières semaines de la bataille, la division détruit 23 blindés alliés en combat rapproché.
La division reçoit ensuite l'ordre de reprendre Caen dans les quatre semaines suivantes, alors qu'elle a des effectifs moindres que l'ennemi et qu'elle ne peut compter sur aucun soutien aérien. Durant la première semaine de juillet, la division subit des pertes importantes, lors des opérations Windsor et Charnwood, et Meyer ignore les ordres qui étaient de tenir une ligne au nord de Caen. Une partie de la division part en direction de Saint-Lô qu'elle a l'ordre de défendre, puis elle se replie en direction du sud et se retrouve emprisonnée dans la poche de Falaise.
Le 17 août 1944, la patrouille blindée de l‘Obersturmführer Walter Hauck est anéantie lors de combats dans la plaine de Caen. Hauck est capturé mais parvient à s'échapper.
Durant la bataille de Normandie, les pertes de la division Hitlerjugend atteignent 31 % de son effectif, soit 8 000 hommes. Si ce taux est important, parmi les 36 divisions de la Heer (armée de terre), de la Luftwaffe (armée de l'air) et de la Waffen-SS engagées sur ce front, 14 divisions, dont aucune n'appartient à la Waffen-SS, ont des taux de pertes dépassant les 50 % de leur effectif, voire les 100 % pour la 709e division d'infanterie.

### La retraite
Dans la nuit du 1er au 2 septembre 1944, alors que la « Hitlerjugend » repasse dans le Nord, un de ses camions bascule dans la rivière Thon à Étréaupont. Ce camion rempli d'archives contient tous les rapports des gradés responsables du massacre d'Ascq, qui vont pouvoir servir au procès qui se tiendra après-guerre.
Durant les semaines qui suivent, les restes de la division reculent jusqu'à la frontière franco-belge. Kurt Meyer est fait prisonnier par des résistants belges le 6 septembre. En octobre, le SS-Obersturmbannführer Hubert Meyer est nommé à la tête de la division, et poursuit sa remise en état dans l'Eifel en lien avec la 7e armée.
En novembre, la division est transférée à Nienburg où elle est reconstituée. Meyer est remplacé par le SS-Obersturmbannführer Hugo Kraas. Sous son commandement, la division est intégrée à la 6e armée blindée, commandée par le SS-Oberst-Gruppenführer Sepp Dietrich, au sein de laquelle elle participe à la bataille des Ardennes.
L'opération Wacht am Rhein, qui débute le 16 décembre 1944, est rapidement stoppée par la solide résistance des troupes américaines. Malgré de nombreuses tentatives, les Allemands ne parviennent pas à percer en profondeur leurs lignes de défense. La division participe alors au siège de Bastogne jusqu'au 18 janvier 1945, mais elle est, comme les autres unités allemandes, refoulée sur sa position de départ.

### Hongrie et Autriche
Le 20 janvier 1945, la 6e armée blindée est transférée en Hongrie afin de dégager Budapest dans laquelle 45 000 hommes du IXe corps de montagne de la Waffen-SS sont assiégés.
La division atteint la ville au mois de février, quelques jours seulement avant que celle-ci ne soit prise par les Soviétiques. La division continue de combattre près de la ville de Gran située sur le Danube.
Elle doit ensuite participer à l'opération qui consiste à reprendre les champs de pétrole du lac Balaton (opération Frühlingserwachen). Hitler était soucieux de tenir cette action secrète et il ordonna de ce fait de ne pas effectuer de reconnaissance sur le champ de bataille avant l'attaque[réf. nécessaire]. Après quelques succès initiaux, l'opération est arrêtée à la suite de la contre-offensive soviétique.
La division bat ensuite en retraite jusqu'à Vienne qu'elle atteint à la mi-mars. En mai 1945, elle est capturée en Autriche par les Américains.

## Crimes de guerre
- Massacre d'Ascq (France).
- Exécution de prisonniers de guerre canadiens les 7 et 8 juin 1944 en France.
- Massacre de civils, pillages et incendies à Anhée (Belgique) le 4 septembre 1944[11].

## Composition
- SS-Panzer-Grenadier-Regiment 25
- SS-Panzer-Grenadier-Regiment 26
- SS-Panzer-Regiment 12
- SS-Panzer-Artillerie-Regiment 12
- SS-Kradschützen-Regiment 12
  - SS-Flak-Artillerie-Abteilung 12
  - SS-Nebelwerfer-Abteilung 12
  - SS-Panzer-Aufklärungs-Abteilung 12
  - SS-Panzerjäger-Abteilung 12
  - SS-Panzer-Pionier-Bataillon 12
  - SS-Panzer-Nachrichten-Abteilung 12
  - SS-Versorgungseinheiten 12
  - SS-Instandsetzungstrupp 12
  - SS-Nachschubtruppen 12
  - SS-Wirtschafts-Battalion 12
  - SS-Sanitäts-Abteilung 12
    - SS-Kriegsberichter-Zug (motorisé) 12
    - SS-Feldgendarmerie-Trupp 12
    - SS-Feldpostamt (motorisé) 12

## Commandants successifs
- Du 24 juin 1943 au 14 juin 1944 : SS-Brigadeführer Fritz Witt
- Du 14 juin au 6 septembre 1944 : SS-Brigadeführer Kurt Meyer
- Du 6 septembre au 24 octobre 1944 : SS-Obersturmbannführer Hubert Meyer
- Du 24 octobre au 13 novembre 1944 : SS-Brigadeführer Fritz Kraemer
- Du 13 novembre 1944 au 8 mai 1945 : SS-Brigadeführer Hugo Kraas